# Tyfonen Chanchu

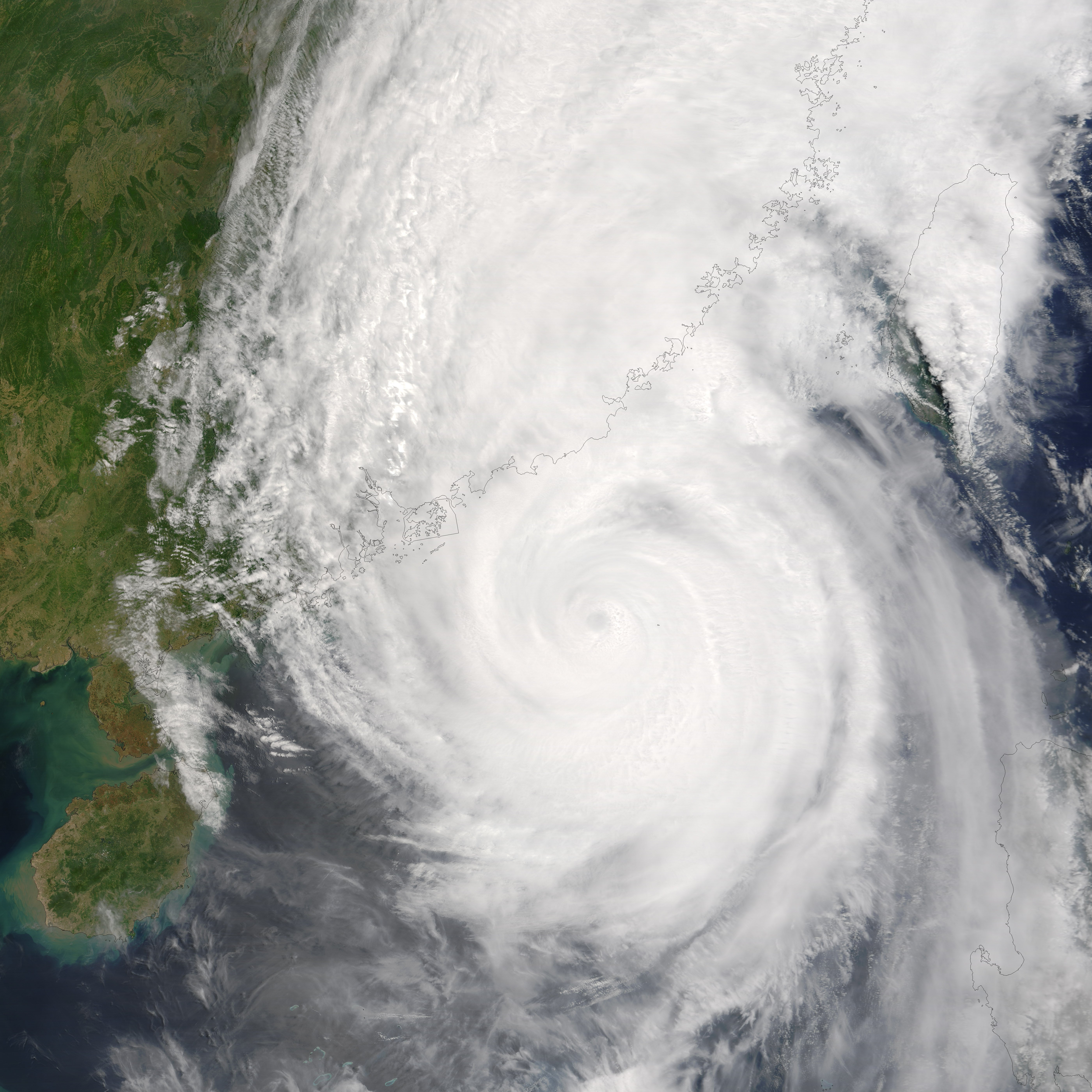
Supertyfonen Chanchu

Tyfonen Chanchu (珍珠, kantonesiska för pärla) var en supertyfon som drabbade Filippinerna, Taiwan, Vietnam, sydöstra Kina och Japan under maj 2006.

## Skador

### Filippinerna
Chanchu orsakade 41 dödsfall i Filippinerna och materiella skador för ungefär 19 miljoner USD (2006), mestadels sädesfält. 21 av dödsfallen var från en kapsejsad motorbåt. I Bicol-regionen fick 300 familjer sina hus förstörda på grund av översvämningar och kraftiga vindar.
I sex byar i Sogod på södra Leyte blev 1 000 personer helt avstängda på grund av ett jordskred. Inga dödsfall har rapporterats. En svullen älv bröt ett dike tidigt nästa dag och svämmade över fyra byar i midjedjupt vatten på ön Mindoro, medan en färja med 713 personer ombord gick på grund.
Totalt förstördes 600 hem, medan fler än 3 500 skadades delvis.

### Vietnam
Även om Chanchu inte direkt påverkade Vietnams kust så sänkte den elva skepp från landet, lämnande 27 döda och minst 170 vietnameser saknade. De sjutton övriga skeppen i området lyckades hålla sig flytande. Den 18 maj hade bara 60 fiskare räddats av kinesiska sjömän; 143 personer saknas fortfarande. I provinsen Phu Yen saknas även tre studenter som svepts iväg medan de simmade i havet.

### Folkrepubliken Kina
Chanchu hade den 19 maj orsakat 21 dödsfall i Folkrepubliken Kina. I Shantou uppstod jordskred och hus kollapsade, vilket resulterade i tre dödsfall. 192 hus översvämmades och vattendjupet nådde 1,6 meter. Den ekomoniska förlusten beräknas till 2,6 miljarder CNY.
I provinsen Fujian-provinsen dödades 15 personer av jordskred och fyra försvann. Skadorna i Fujian beräknas till 480 miljoner USD (2006). I Shanghai sänktes fartgränsen på Dong Hai-bron till hälften på grund av de starka vindarna.
Republiken Kina erfarade också döden av två kvinnor som sveptes iväg med översvämningarna i södra Pingtung den 17 maj.

### Hongkong
Det var mindre skador i Hongkong. Vattennivån höjdes till 2,8 meter på grund av stormen, och små översvämningar drabbade Sheung Wan. Några flyg ställdes in och några färjelinjer stängdes.

### Japan
Höga vågor i södra Japan svepte iväg tre 17-åriga manliga studenter som simmade vid ön Hateruma. En dog, en saknas fortfarande. Den tredje blev lyckligt nog räddad.